# Populônia
Populonia ou Alta Populonia (Etrusca: Pupluna, Pufluna ou Fufluna, são variações de Fufluna; latim: Populonium, Populonia, ou Populonii) é hoje uma fração da comuna de Piombino (Toscana, centro da Itália). No ano de 2009 sua população era de 17. Populonia é especialmente notável por seus vestígios da cultura  Etrusca, incluindo uma das principais necrópoles, na Itália, descoberta por Isidoro Falchi.

## Descrição

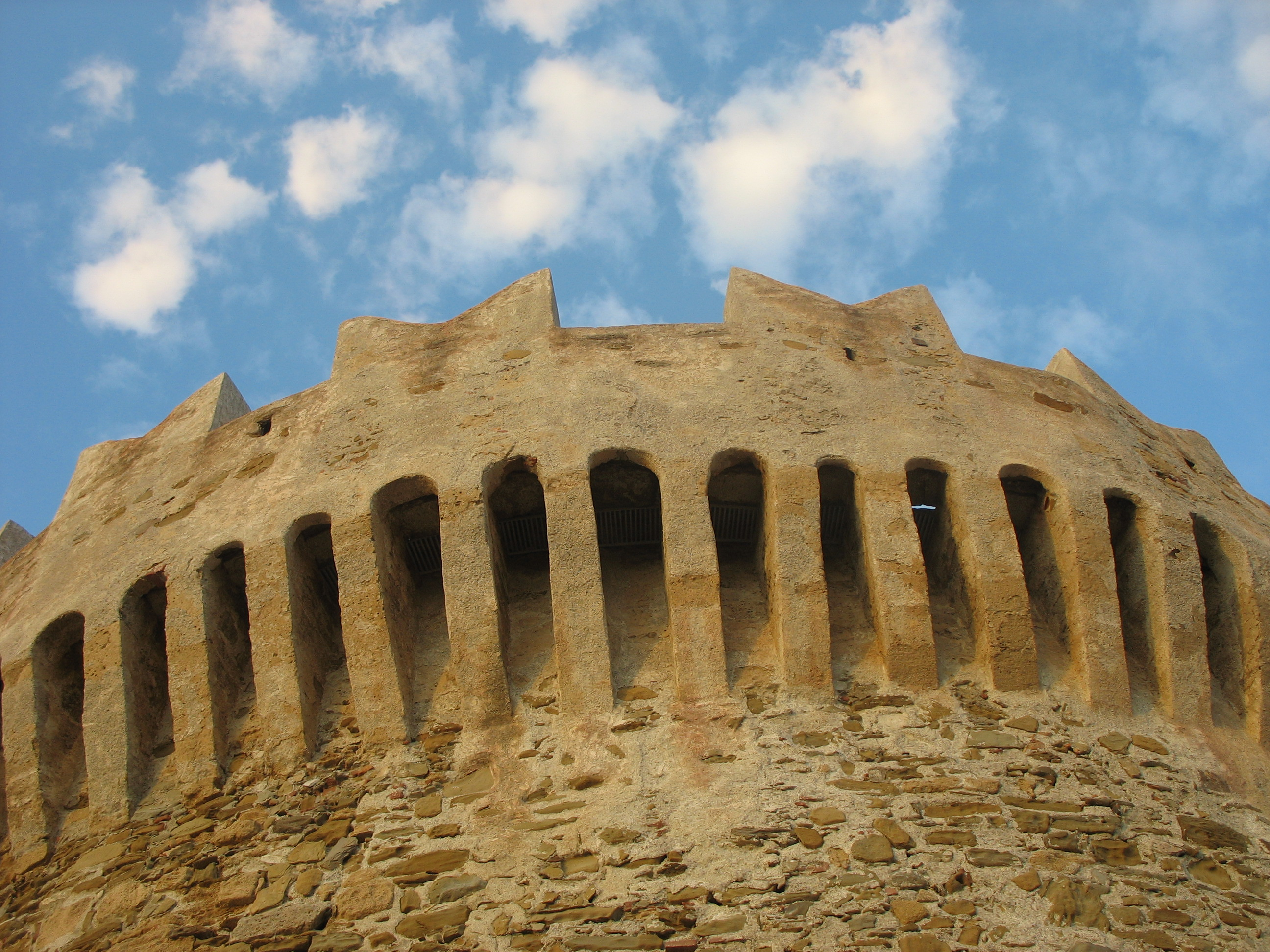
Detalhe da fortaleza de Populonia.

A moderna Populonia está localizada dentro de uma pequena parte da acrópole murada de uma grande cidade antiga, que abrangia todo o norte do Monte Massoncello, um promontório, a sua encosta norte até a Baía de Baratti. A cidade foi uma fundição de minério de cobre trazida da Colline Metallifere para o interior, e de minério de ferro, nas proximidades da ilha de Elba.

## Fufluna Etrusca

### Nome
O nome da cidade Etrusca é conhecido através de suas moedas. Tem sido sugerido que ela foi nomeada a partir de um deus, Fufluns, como outras cidades Etruscas foram nomeadas em homenagem a divindades. Isso significaria, então, "a cidade de Fufluns."

### Fundação
As primeiras evidências de Etruscos em Fufluna são duas necrópoles contendo material da cultura Vilanova, que era da Idade do Ferro e se iniciou a cerca de 900 a.C. Exceto em algumas cidades que começou, provavelmente, em uma cultura Proto-Villanovana, 900 é a base para a maioria das urbanizações etruscas. Os cemitérios são San Cerbone, na margem sul da Baía de Baratti e Piano e Poggio della Granate, mais ao norte, na baía. A presença de cemitérios só pode ser explicado por um grande assentamento próximo, que só pode ter sido Fufluna.